# Merilappi United
Il Merilappi United è una società calcistica finlandese con sede a Kemi che disputa, al 2014, la Kansallinen Liiga, il più alto livello del campionato finlandese femminile di calcio.

## Storia
La società viene fondata nell'ottobre 2011 dalla fusione di due precedenti società di calcio femminile, il Kemin Into ed il Visan Pallo, entrambe con sede a Kemi.
Iscritta alla Naisten Ykkönen, secondo livello del campionato femminile finlandese, al termine della stagione 2013 ha conquistato l'accesso alla Naisten Liiga.

## Palmarès
- Campionato finlandese femminile di seconda divisione: 1

2013

## Rosa
Rosa relativa alla stagione 2015 in Naisten Liiga, controllata al 21 giugno 2015.
| N. |                      | Ruolo | Calciatrice      |
| -- | -------------------- | ----- | ---------------- |
| 1  | Finlandia (bandiera) | P     | Veera Virkkala   |
| 3  | Finlandia (bandiera) | A     | Anna Keränen     |
| 4  | Finlandia (bandiera) | D     | Miia Hosionaho   |
| 5  | Finlandia (bandiera) | C     | Vilma Poutiainen |
| 7  | Finlandia (bandiera) | D     | Jenni Impiö      |
| 8  | Camerun (bandiera)   | C     | Raissa Feudjio   |
| 10 | Estonia (bandiera)   | A     | Katrin Loo       |
| 11 | Finlandia (bandiera) | C     | Leila Haapea     |
| 12 | Finlandia (bandiera) | P     | Linda Säätelä    |
| 13 | Finlandia (bandiera) | A     | Venla Viertola   |
| 15 | Finlandia (bandiera) | D     | Jenni Suhonen    |
| 16 | Finlandia (bandiera) | C     | Pinja Spets      |

| N. |                        | Ruolo | Calciatrice     |
| -- | ---------------------- | ----- | --------------- |
| 18 | Finlandia (bandiera)   | C     | Heta Huhtaniska |
| 19 | Finlandia (bandiera)   | C     | Jasmin Hiltunen |
| 21 | Stati Uniti (bandiera) | A     | Krystyna Freda  |
| 22 | Finlandia (bandiera)   | C     | Emma Heikkilä   |
| 24 | Finlandia (bandiera)   | P     | Varis Juuli     |
| 29 | Finlandia (bandiera)   | D     | Linda Tikkanen  |
| 30 | Finlandia (bandiera)   | C     | Natalia Kuikka  |
| 33 | Finlandia (bandiera)   | C     | Laura Tolonen   |
| 53 | Finlandia (bandiera)   | C     | Elisa Seppälä   |
| 55 | Stati Uniti (bandiera) | C     | Rebekah Roller  |
| 77 | Finlandia (bandiera)   | D     | Katri Tuokko    |
| 88 | Stati Uniti (bandiera) | D     | Chelsea Hunter  |